# Кравченко, Пётр Кузьмич
Пётр Кузьми́ч Кра́вченко (бел. Пятро Кузьміч Краўчанка; род. 13 августа 1950, Смолевичи, Минская область, Белорусская ССР, СССР) — белорусский партийный, политический и государственный деятель и дипломат. Чрезвычайный и полномочный посол (17 сентября 1990).

## Биография
Окончил исторический факультет Белорусского государственного университета в 1972 году. Кандидат исторических наук (1976).
- С 1975 года — преподаватель Белорусского государственного университета.
- В 1985—1990 годах — секретарь Минского городского комитета КП Белорусской ССР.
- В 1990—1994 годах — министр иностранных дел Белорусской ССР, Республики Беларусь.
- В 1995—1996 годах — старший научный сотрудник отдела информации Национальной академии наук Беларуси.
- В 1997 году — эксперт Национального центра стратегических инициатив «Восток — Запад».
- В 1998—2002 годах — чрезвычайный и полномочный посол Республики Беларусь в Японии.
- В 1999—2002 годах — чрезвычайный и полномочный посол Республики Беларусь на Филиппинах по совместительству.

Член ЦК КП Беларуси (1990—1991). Депутат Верховного Совета БССР (1990). Депутат Верховного Совета Республики Беларусь (1995—1996).

## Награды
- Орден Звезды Италии (2018 год)[2].